# Antho punicea
Antho punicea är en svampdjursart som beskrevs av Hooper 1996. Antho punicea ingår i släktet Antho och familjen Microcionidae. Inga underarter finns listade i Catalogue of Life.